# Elatea

Mapa de la zona de Grecia central donde se ubican algunas de las principales ciudades de la antigua Fócida. Elatea estaba situada cerca del límite con Lócrida, al norte.

Elatea (en griego, Ἐλάτεια) es el nombre de una antigua ciudad griega de Fócida. 
Se hallaba cerca de los límites de Fócida con Lócrida Opuntia, en la orilla izquierda del río Cefiso, al pie del monte Cnemis, controlando un lugar de paso obligado desde la parte norte de Grecia a Grecia central, por lo que se trataba de un lugar de fuerte valor estratégico. 
Estrabón la describe como la mayor ciudad de los focidios mientras Pausanias dice que era la segunda, después de Delfos. Este último la ubica a 180 estadios de Anficlea.

## Orígenes
Estrabón señala que la ciudad de Elatea era posterior a la época de Homero. Pausanias menciona que había una tradición que decía que eran de origen arcadio y que su fundador había sido Élato, hijo de Árcade, que había acudido con un ejército en ayuda de los focidios cuando los flegias atacaron Delfos y luego se quedó en la zona y fundó la ciudad de Elatea.
Sin embargo, los hallazgos arqueológicos muestran que el lugar donde estaba la acrópolis y un cementerio de época micénica estuvieron en uso entre los siglos XIV y X a. C., y tuvieron un particular florecimiento después de 1200 a. C., un dato que se ha considerado de particular importancia para estudiar el desarrollo de la cultura micénica tras la caída de sus principales centros palaciales.

## Historia
Durante las guerras médicas fue uno de los lugares destruidos por las tropas persas de Jerjes, en el año 480 a. C.
El rey Filipo II de Macedonia tomó Elatea, en 338 a. C., y concentró allí sus fuerzas. Cuando los atenienses se enteraron de la noticia les causó gran conmoción, debido a la excelente situación de Elatea como lugar estratégico desde donde los macedonios podrían ponerles en graves dificultades.
El año 301 a. C., Elatea consiguió rechazar el asedio de un ejército macedonio dirigido por Casandro. Sin embargo cuando en el año 198 a. C. el general romano Flaminino ofreció a los ciudadanos de Elatea que les devolvería su antigua constitución si abandonaban a los macedonios, la ciudad se mantuvo fiel a Filipo V y por ello fue asediada por los romanos.  
En el año 86 a. C. la ciudad resistió un ataque de Taxilo, un general del rey Mitrídates VI del Ponto, con quien los romanos estaban en guerra. En recompensa, Roma concedió la libertad y la inmunidad de tributos a la ciudad.
Hacia el año 170 d. C., durante la invasión de los costobocios, un hombre llamado Mnesíbulo dirigió un grupo de combatientes que se distinguió en la defensa de Elatea, y por ello se le erigió una estatua de bronce.

## Elatea en tiempos de Pausanias
Pausanias, cuando visitó la ciudad, destacó el ágora, una imagen en relieve en una estela de Élato, —de la que desconocía si era solo conmemorativa o indicaba que se creía que estaba allí enterrado—, un templo de Asclepio con una imagen realizada por los atenienses Timocles y Timárquides, un teatro y una estatua en bronce de Atenea. 
A veinte estadios de Elatea se encontraba el santuario de Atenea Cranea, con una imagen realizada por Policles. El sacerdote del templo era escogido entre niños impúberes, quienes ejercían el sacerdocio por un periodo de cinco años, y se tenía cuidado en que el fin de este periodo fuera antes de que el niño alcance la pubertad. Se conservan restos de este santuario, fechado en la primera mitad del siglo V a. C., en una colina llamada actualmente Kastro tou Lasou, donde además se hallaron puntas de lanza y otras armas.

## Ciudad moderna
El nombre en griego moderno es Ελάτεια, Eláteia. Forma parte de la unidad periférica de Ftiótide. A raíz de la reforma administrativa del Plan Calícrates en vigor desde enero de 2011, se integró en el municipio de Amfikleia-Elateia. En el censo de 2011 su población era de 3573 habitantes y su superficie 154,361 km². La sede municipal es la propia Elateia (2372 hab.); otras ciudades son Zeli (673), Panagítsa (266), Lefkochóri (123), Sfáka (93), y Katályma (11).